# Iglesia de San Hilario (Melle)
La iglesia de San Hilario (en francés: église Saint-Hilaire) es una iglesia católica de Francia erigida en Melle, en el departamento de Deux-Sèvres. El edificio, de estilo románico, fue clasificado como monumento histórico el 18 de abril de 1914. La iglesia de San Hilario forma parte de los bienes inscritos en los Caminos de Santiago en Francia, declarados Patrimonio de la Humanidad por la Unesco en 1998 con el código 868-067.
Nombrada por san Hilario (315-367), primer obispo de Poitiers, esta iglesia, la más grande de Melle, también es la única que aún se utiliza como lugar de culto. Según una carta del siglo X, la iglesia dependía del priorato benedictino de Saint-Jean-d'Angély y probablemente fue entregada a la abadía en el año 961 por Guillaume Tête d'Étoupe, conde de Poitou. Originalmente la iglesia era de madera. Fue reemplazado en el siglo XII por el edificio actual. Este último fue construido en dos etapas: alrededor de 1109 (fecha del depósito monetario más reciente enterrado debajo de la iglesia) para el coro y el crucero, y alrededor de 1150 para la nave y la fachada. La construcción habría sido financiada por un tal Aimericus Abelini, cuyo nombre se encuentra en el ábaco de un capitel del deambulatorio.

## Arquitectura
Su planta es compleja para la época y está diseñado para facilitar la asistencia de los peregrinos. Una única nave central con laterales conduce a un transepto bordeado por absidiolos, y luego a un coro con deambulatorio y capillas radiantes. Limita con las riberas del Béronne, que se atravesaban por un vado.

Vistas exteriores
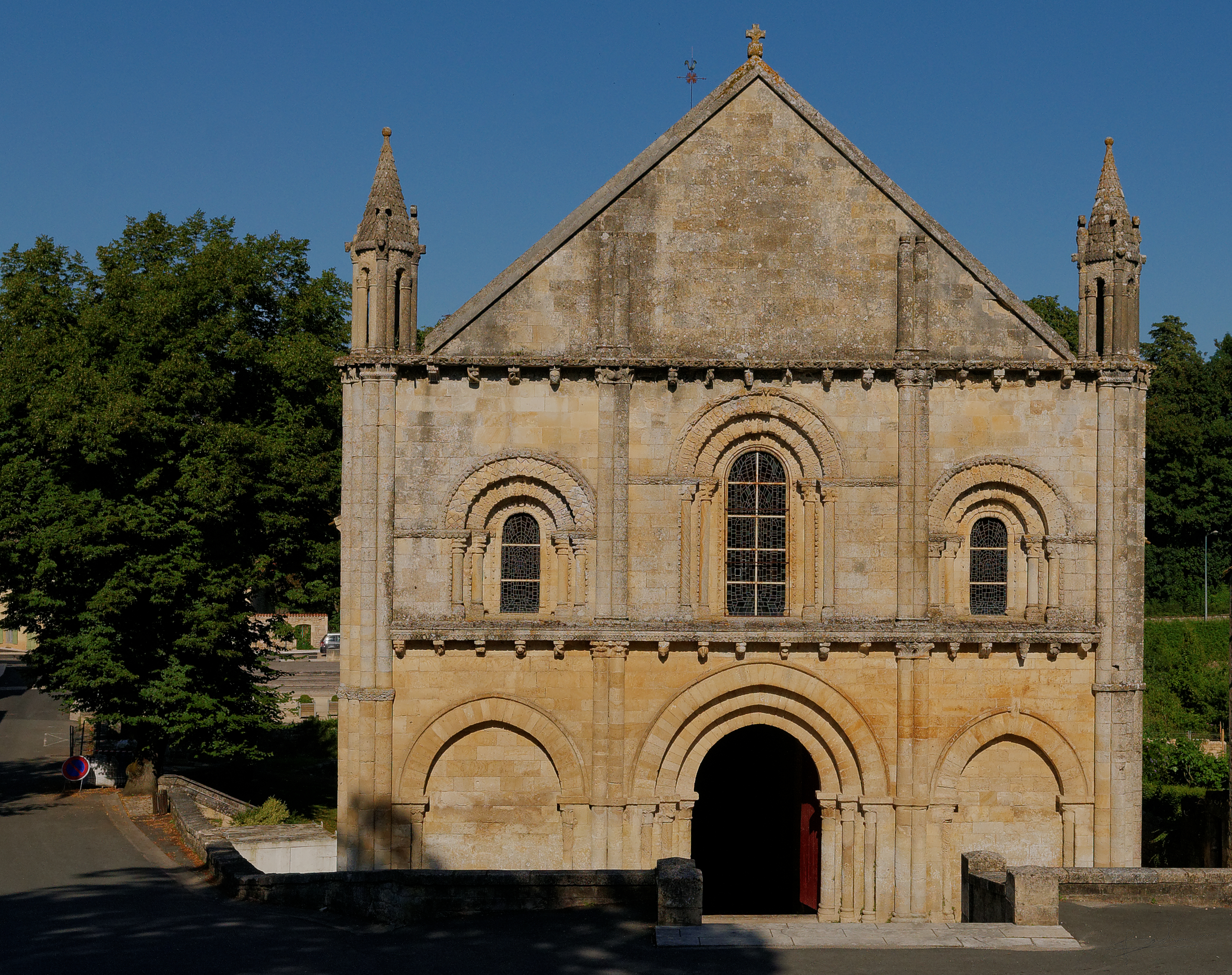
Fachada principal de entrada
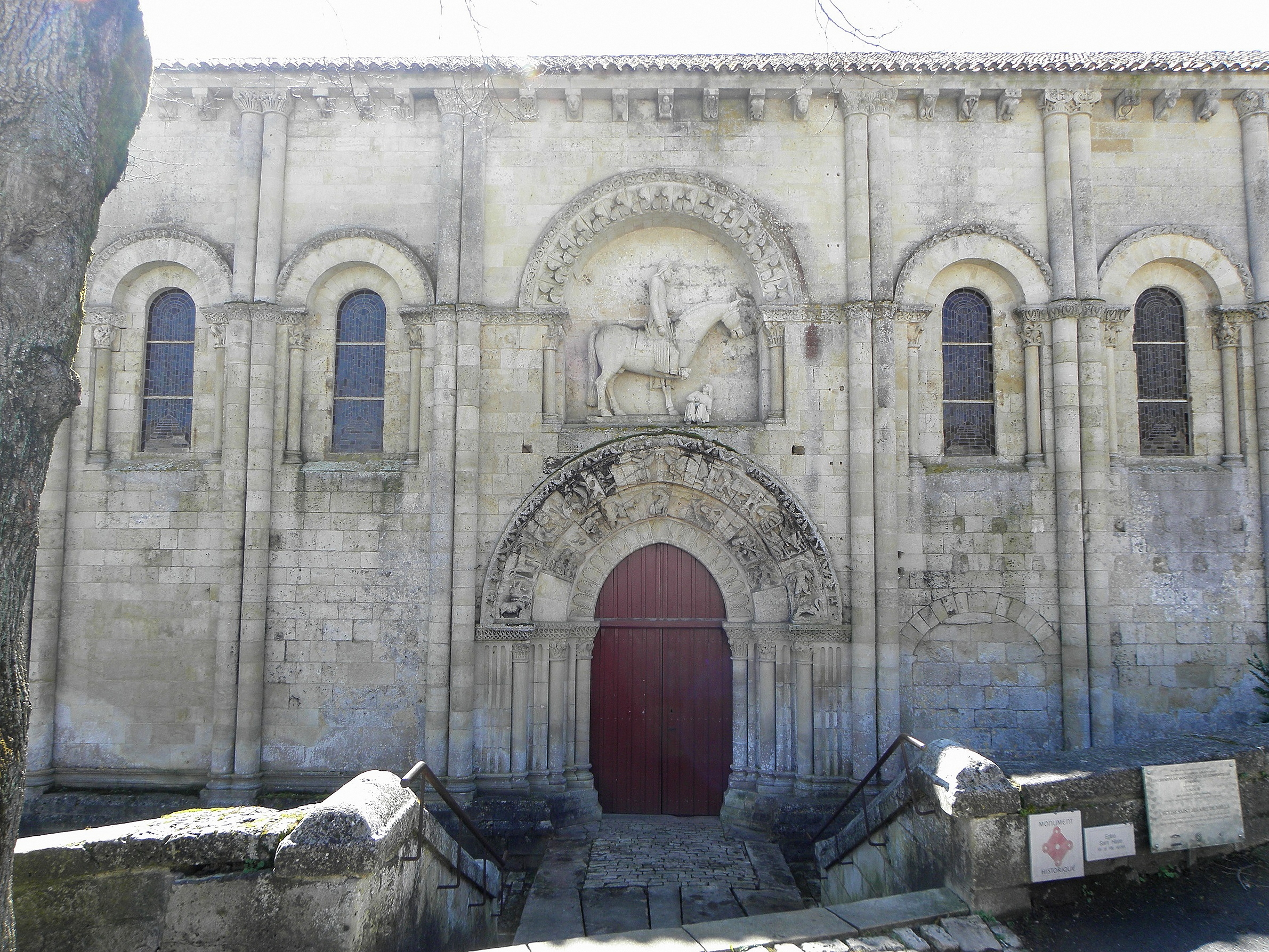
Fachada septentrional
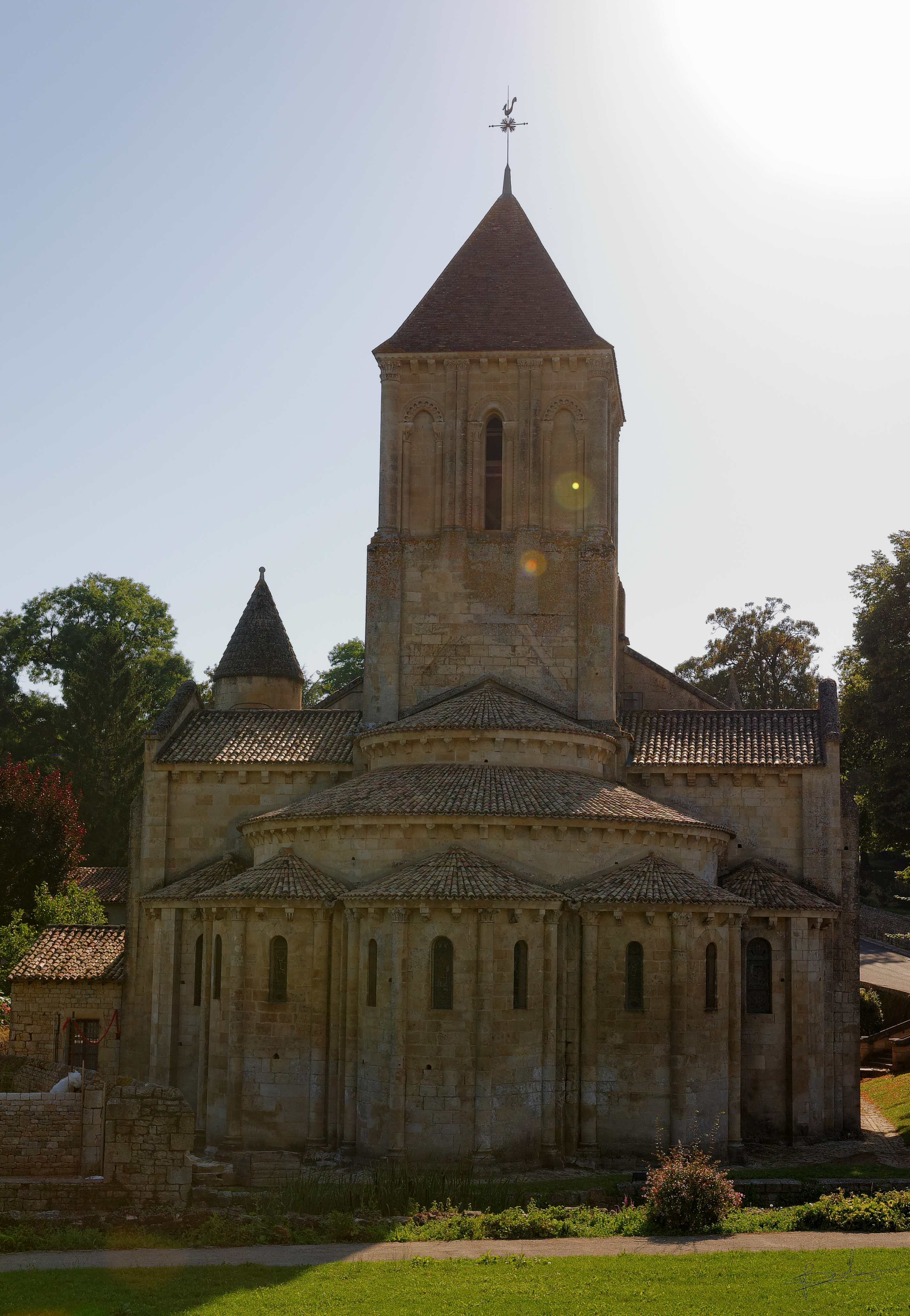
Cabecera
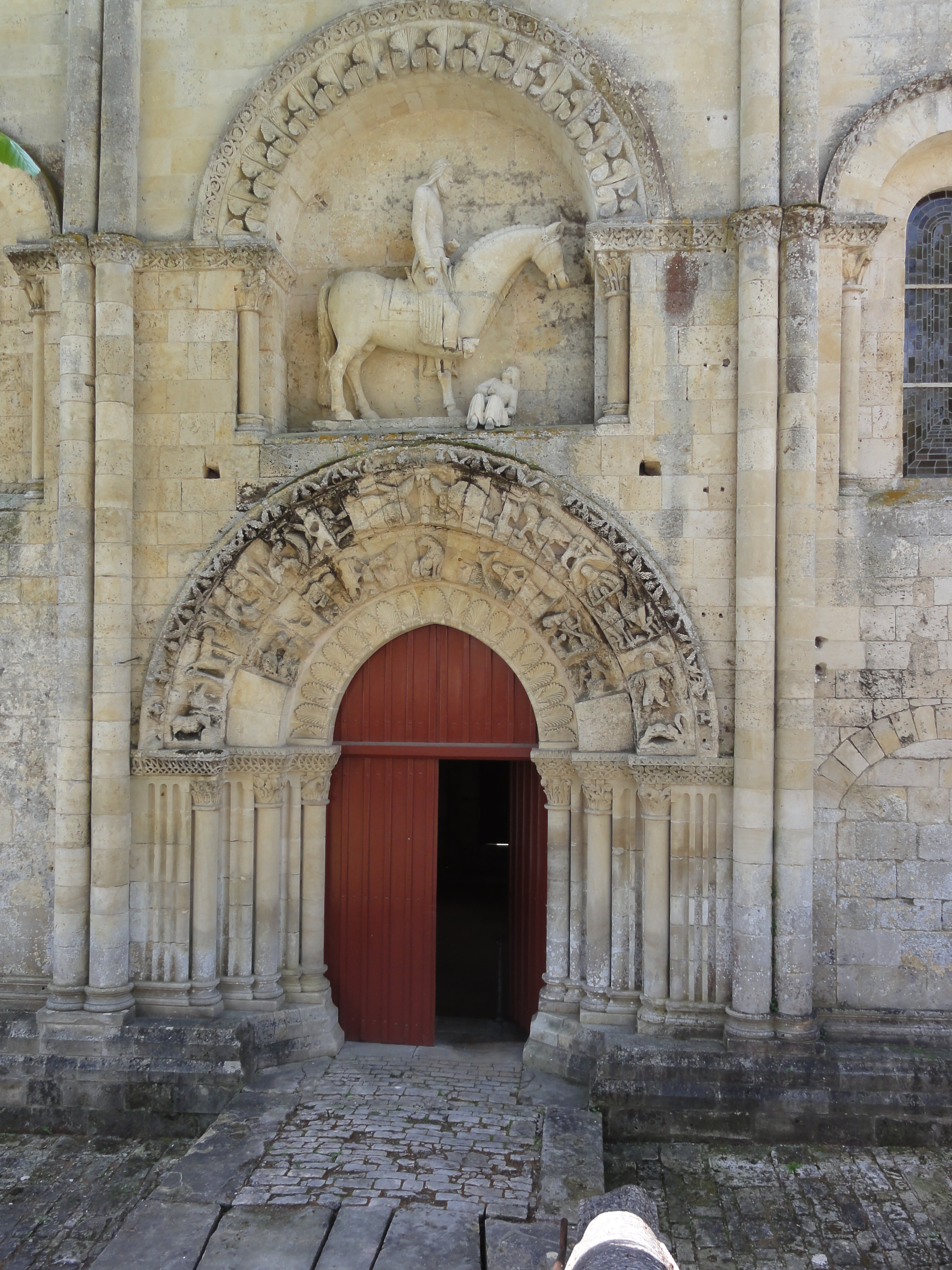
Entrada septentrional

### Exterior
El conjunto del edificio tiene una gracia inusual por el uso de un ingenioso dispositivo: los contrafuertes han sido reemplazados por columnas para resistir los empujes de las bóvedas.
La fachada occidental esta rematada en las esquinas por dos manojos de columnas coronadas por elegantes y pequeños campanarioss con flechas. El portal central, con hastial a dos aguas, de tercer punto está flanqueado por dos arcos ciegos. Por encima, una banda de palmetas se apoya en grandes medallones tallados. Pasa por debajo de tres ventanas semicirculares ricamente decoradas.
La fachada meridional: por encima del portal se extiende una cornisa con modillones historiados (símbolos de los Evangelistas) entre los que están tallados los signos del zodíaco.
El muro lateral norte se distingue por sus esculturas. Un caballero en alto relieve, en el interior de un nicho, simbolizaría la victoria de Constantino I sobre los paganos, y corona la representación, en el rodillo exterior del arco, del combate de los vicios y las virtudes. La escultura actual proviene principalmente de una restitución de 1872, ysolo la parte central es auténtica. Esta escena no es única ya que está en las fachadas de otras iglesias en la región: Aivault, Parthenay-le-Vieux, Civray, Aulnay-en-Saintonge. Hay una puerta clausurada en el transepto, su dintel es una piedra reutilizada de origen galorromano, en la que aún se puede ver un medallón con una pareja en busto.
La cabecera se caracteriza por el escalonamiento de las cubiertas de los ábsides y luego del deambulatorio, y finalmente del coro que corona la torre del campanario. Es un modelo de equilibrio.
La torre del campanario es de planta cuadrada y de no mucha altura. Está adornada con una ventana enmarcada por pequeñas columnas y dos arcos ciegos. Fue completamente renovada en 1850. Las cuatro caras se han reconstruido siguiendo en el modelo de la cara sur, que se mantuvo después de un incendio anterior.
Hay cuatro campanas: Fernande, la más reciente, que es de 1887 y obra del fundidor H. Deyres; Marie y Euphrasie fueron fundidas en 1865 por J. Holtzer; la más antigua de 1721, proviene de la iglesia de Ardilleux (Deux-Sèvres).

Detalles exteriores
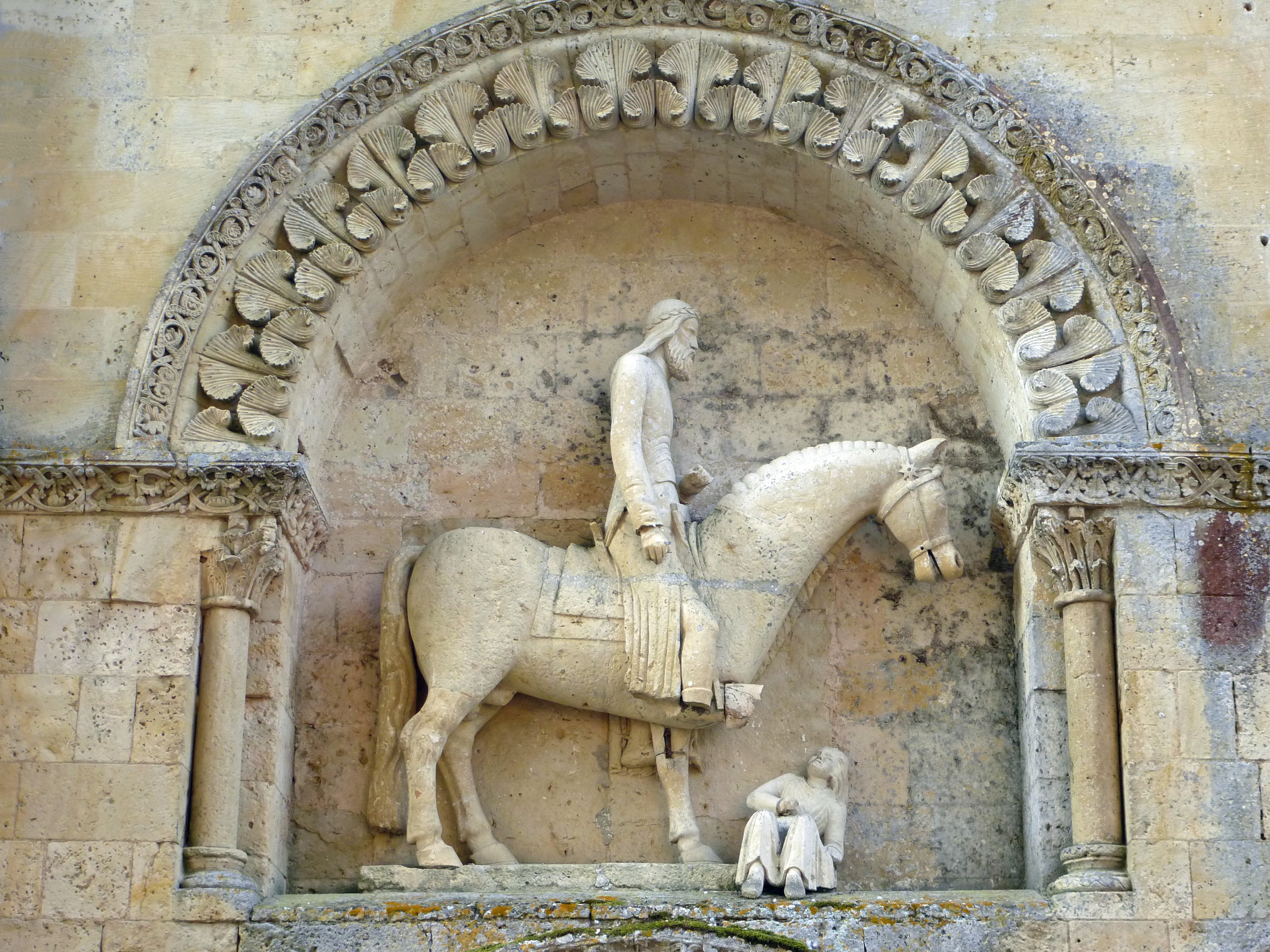
Detalle del caballero
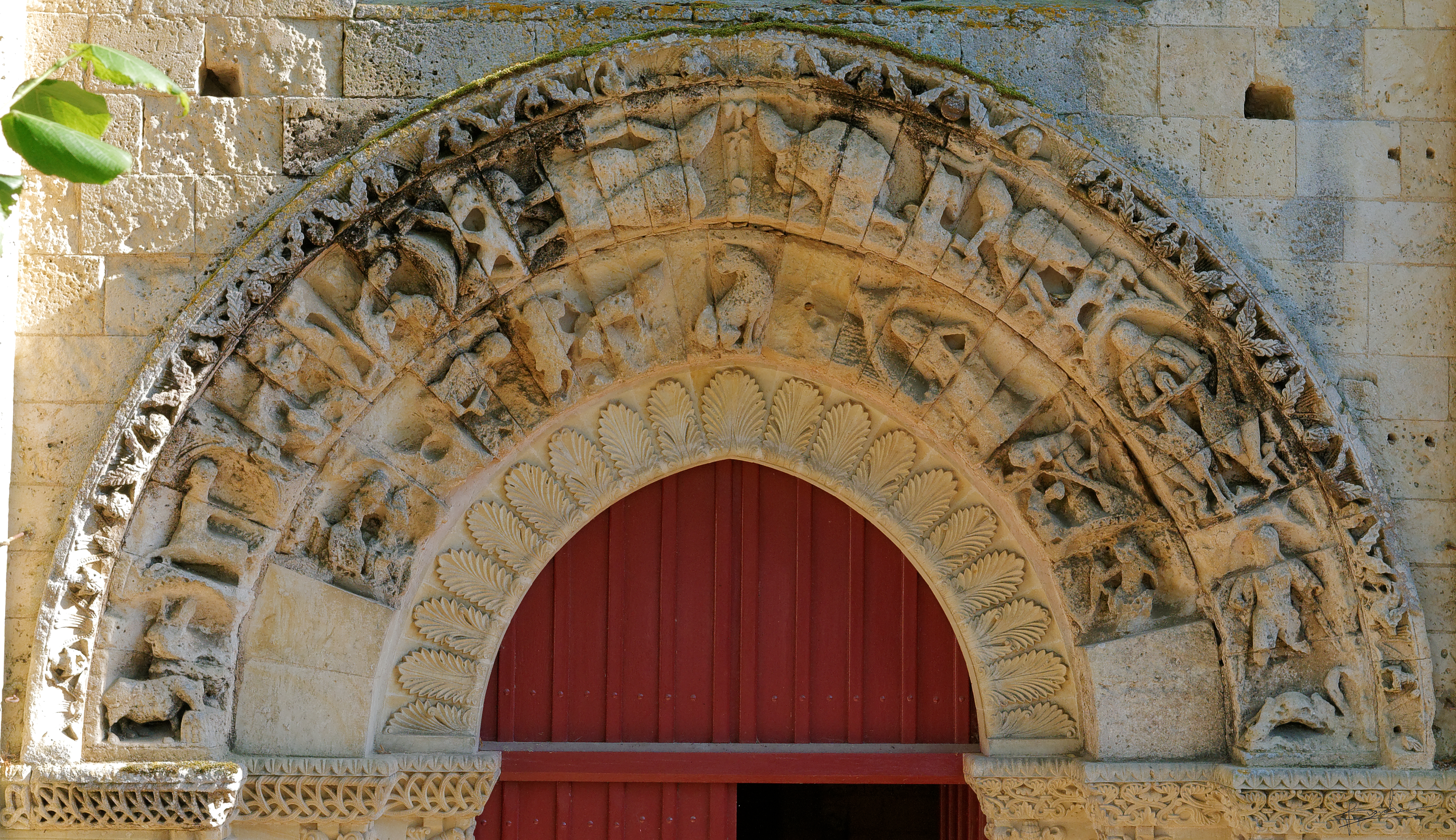
Arquivoltas
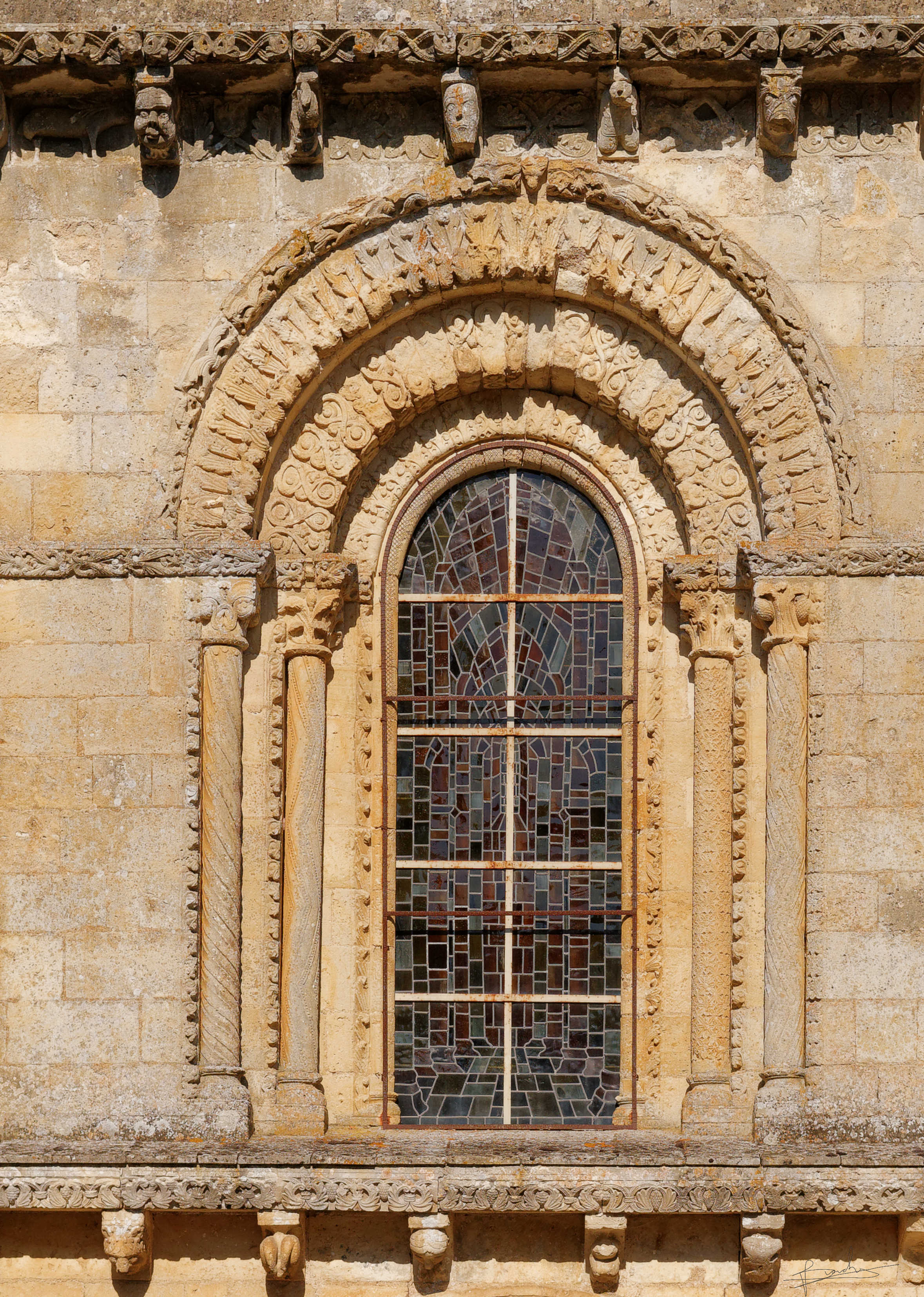
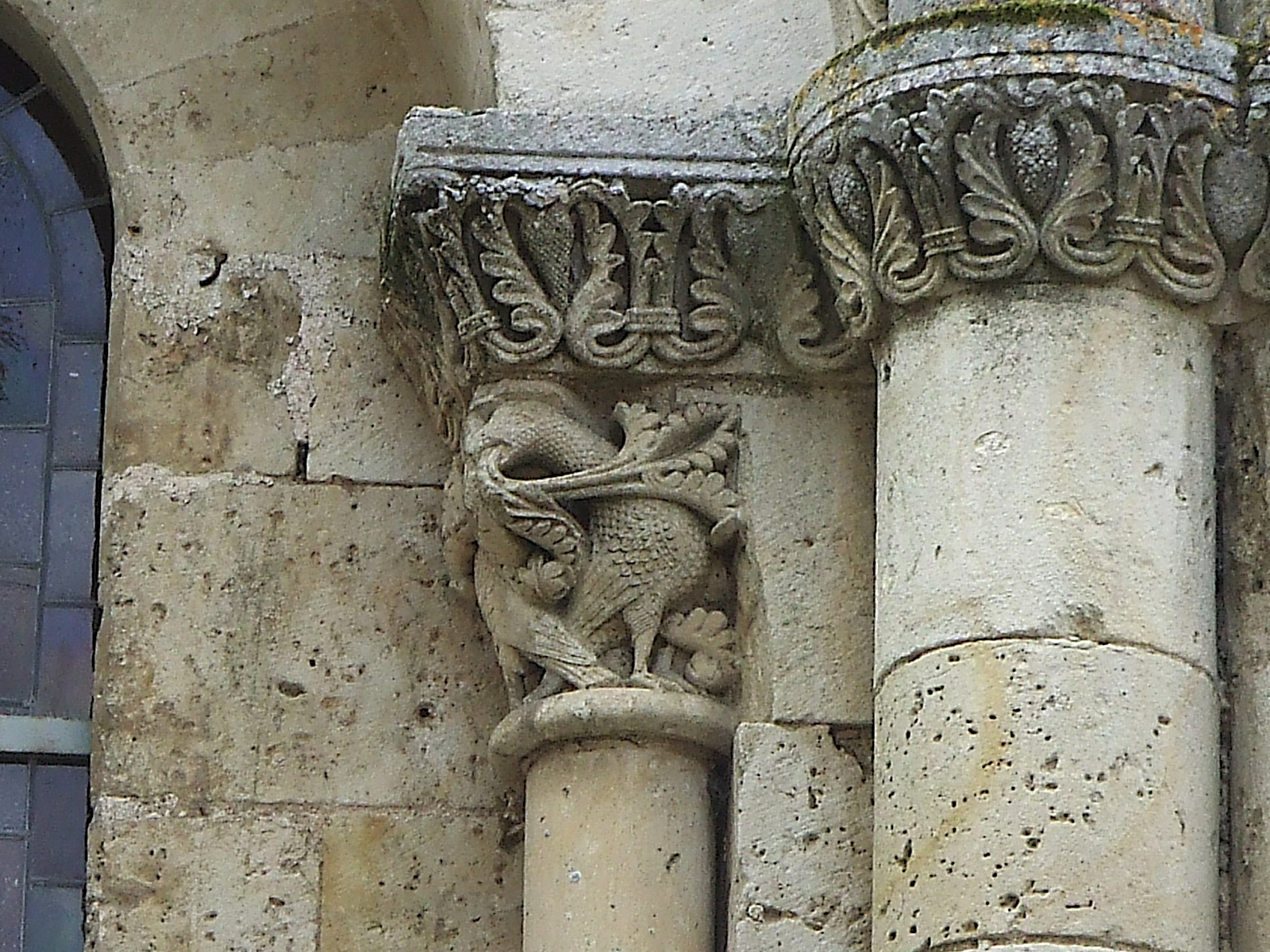
Detalle de capitel

### Interior
Se entra por el portal occidental, precedido por un tramo de 17 escalones, y luego se baja del primer tramo hasta los siguientes cinco tramos por una segunda escalera de 19 pasos, acomodándose así a un fuerte desnivel.
La decoración tallada es abundante: 282 capiteles románicos representan a músicos y monstruos (centauro sagitario, basilsicos, dragones...). Esa decoración es también particularmente rica en las naves laterales, cuyos muros están tapizados de anchos arcos geminados que descansan sobre columnas y que encuadran las ventanas en arco de medio punto.
En el cuarto tramo de la nave lateral derecha, un portal muy bonito está decorado en el interior, lo cual es raro. Su arco está formado por 31 claves talladas. En el centro, un Cristo bendiciente con su mano derecha, sostiene en la otra mano el libro de la Sabiduría. A su derecha, san Pedro blande una llave, mientras que los otros personajes sostienen un libro. En fin, todos los capiteles del deambulatorio son notables y tienen una rica iconografía: una caza de jabalíes, el árbol de la ciencia del Bien y del Mal, una escena de malabares, aves bebiendo de una copa, dragones, quimeras, elefantes.
Por encima del crucero hay una cúpula octogonal sobre trompas que suostiene el campanario.
Desde 2011 una instalación del artista rochefortais Mathieu Lehanneur, sustituye al antiguo altar. Diseñado como una multitud de estratos de mármol blanco de Namibia, un montículo incorpora las fuentes bautismales y el altar ocupa ahora el coro de la iglesia.

Vistas interiores
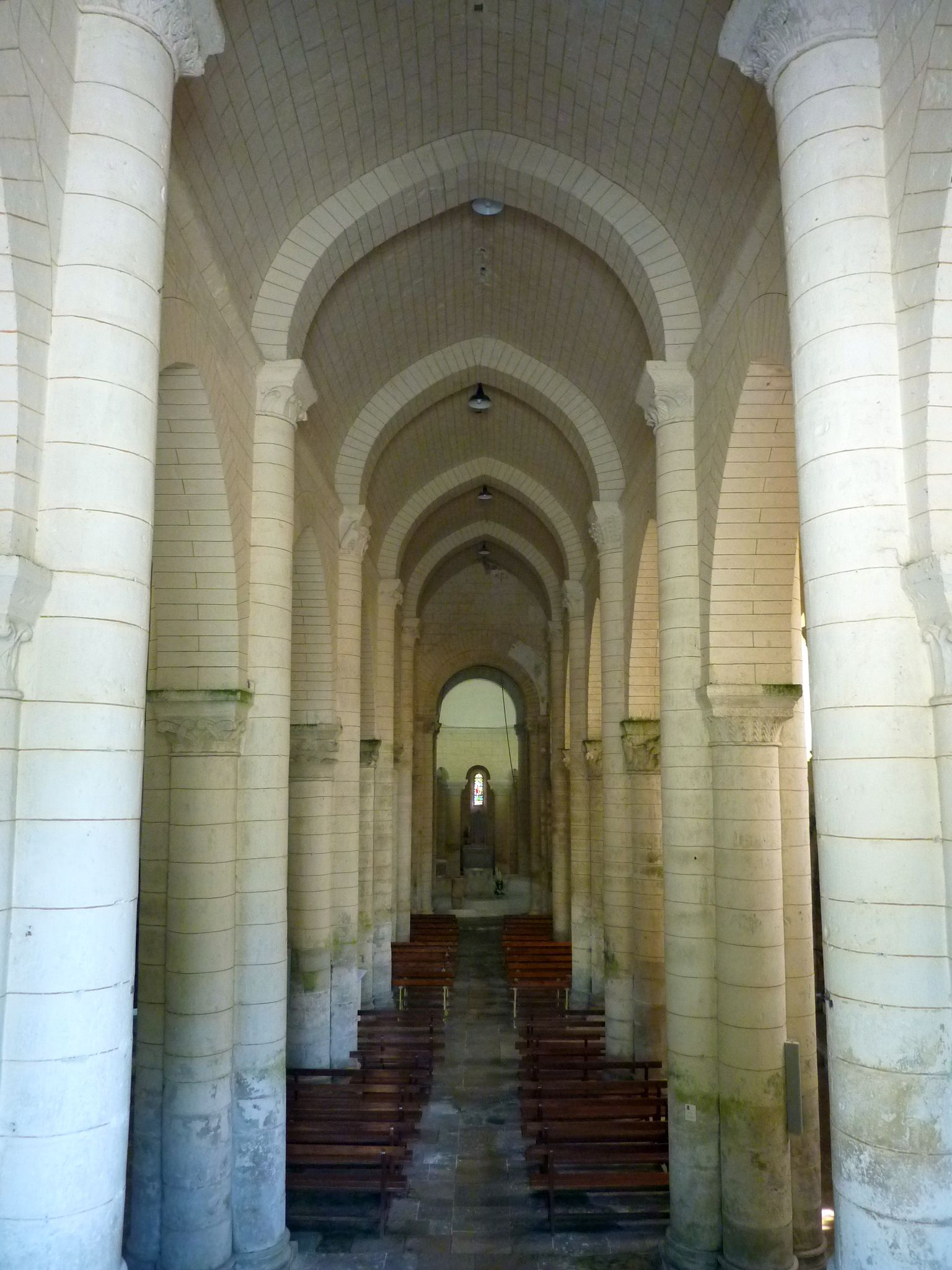
La nave mirando al coro
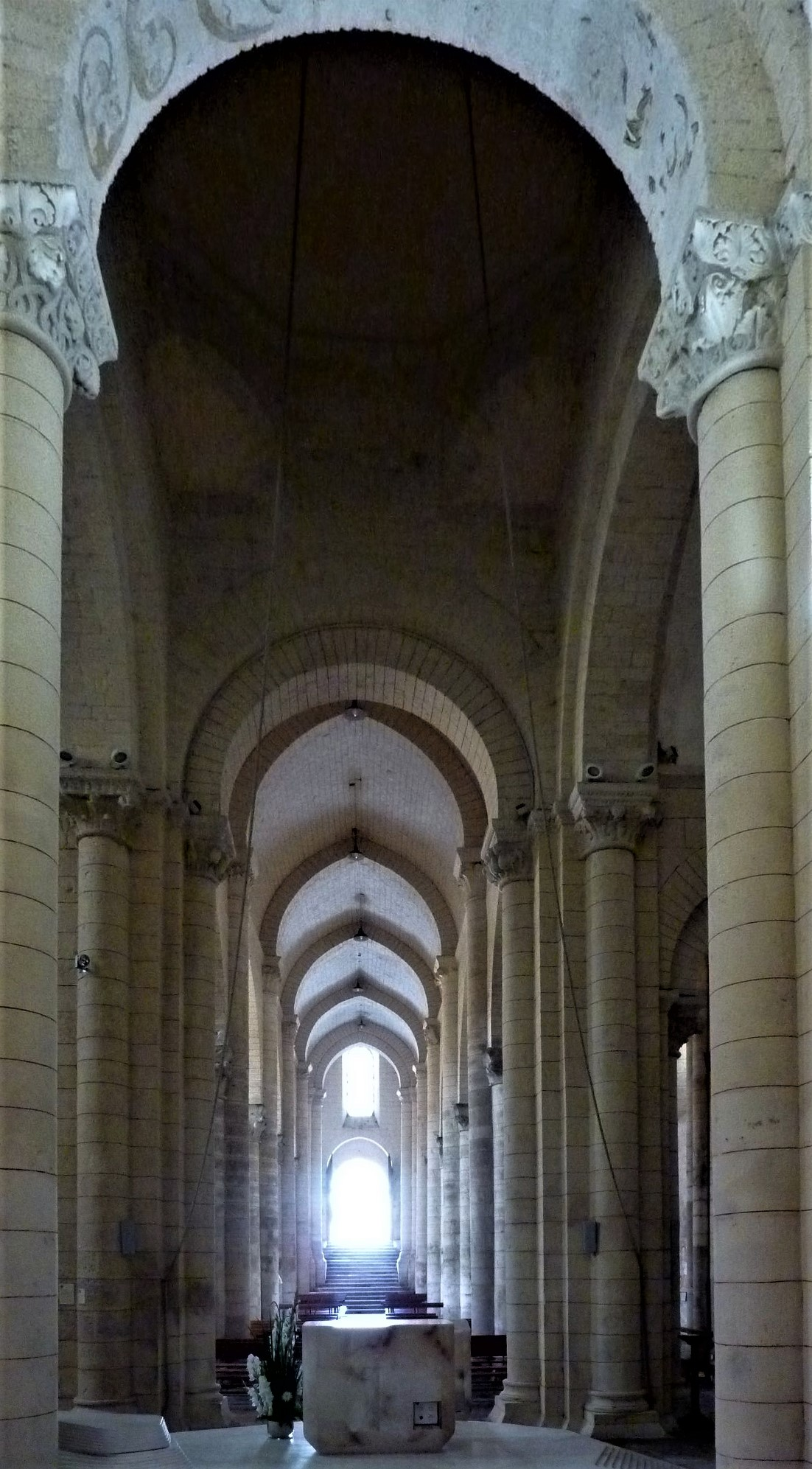
La nave mirando hacia la entrada
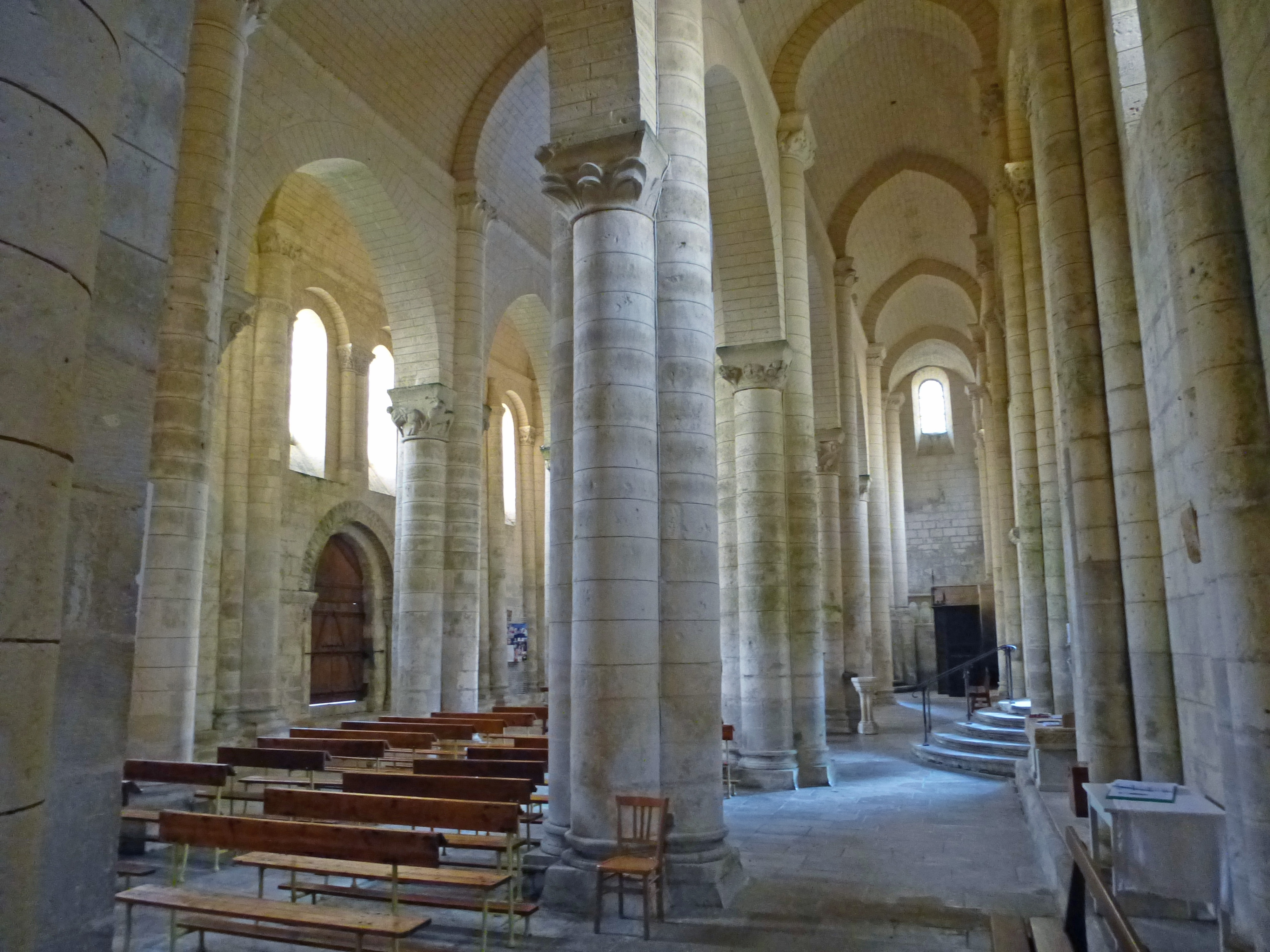
Las entradas laterales
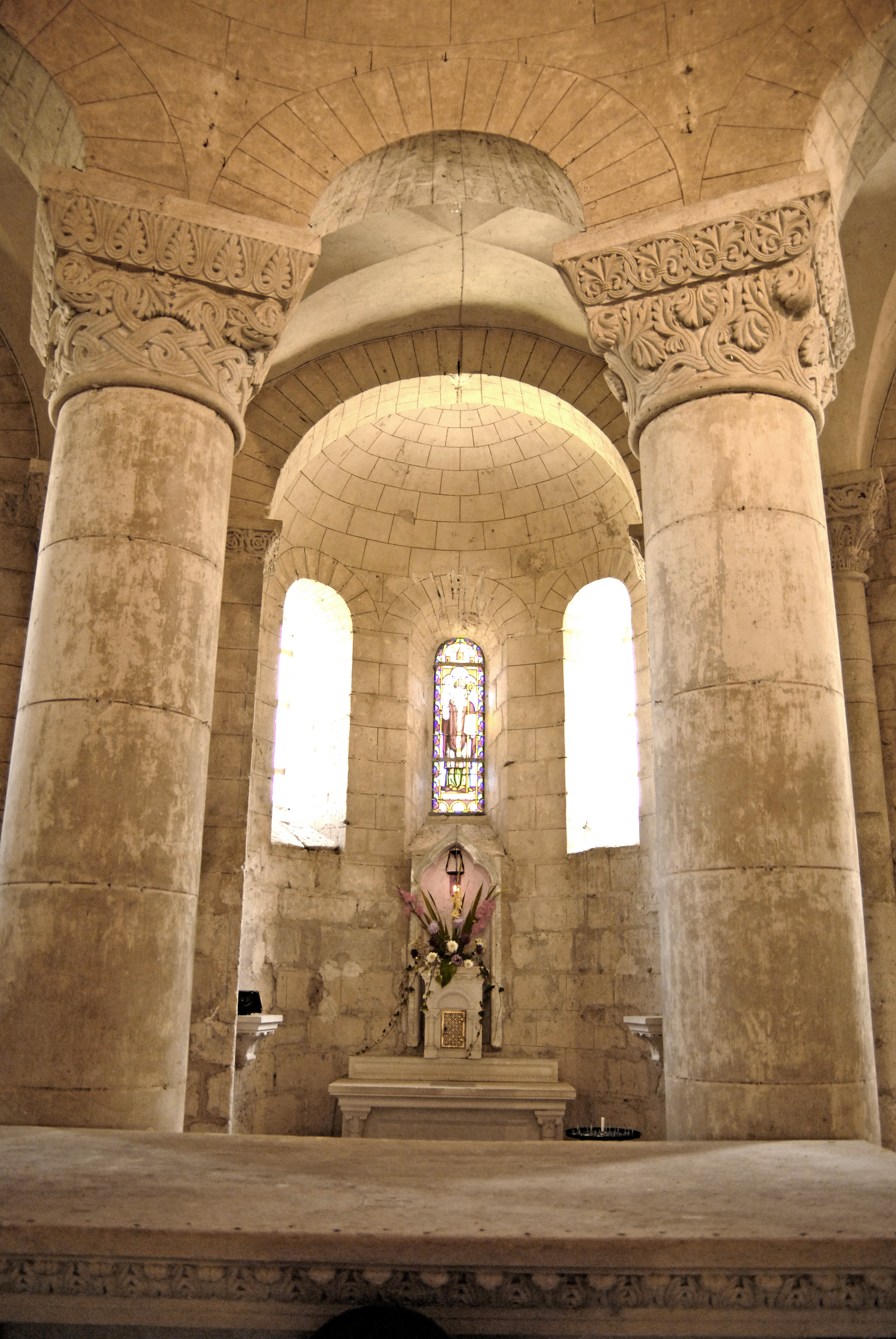
Capilla axial del coro
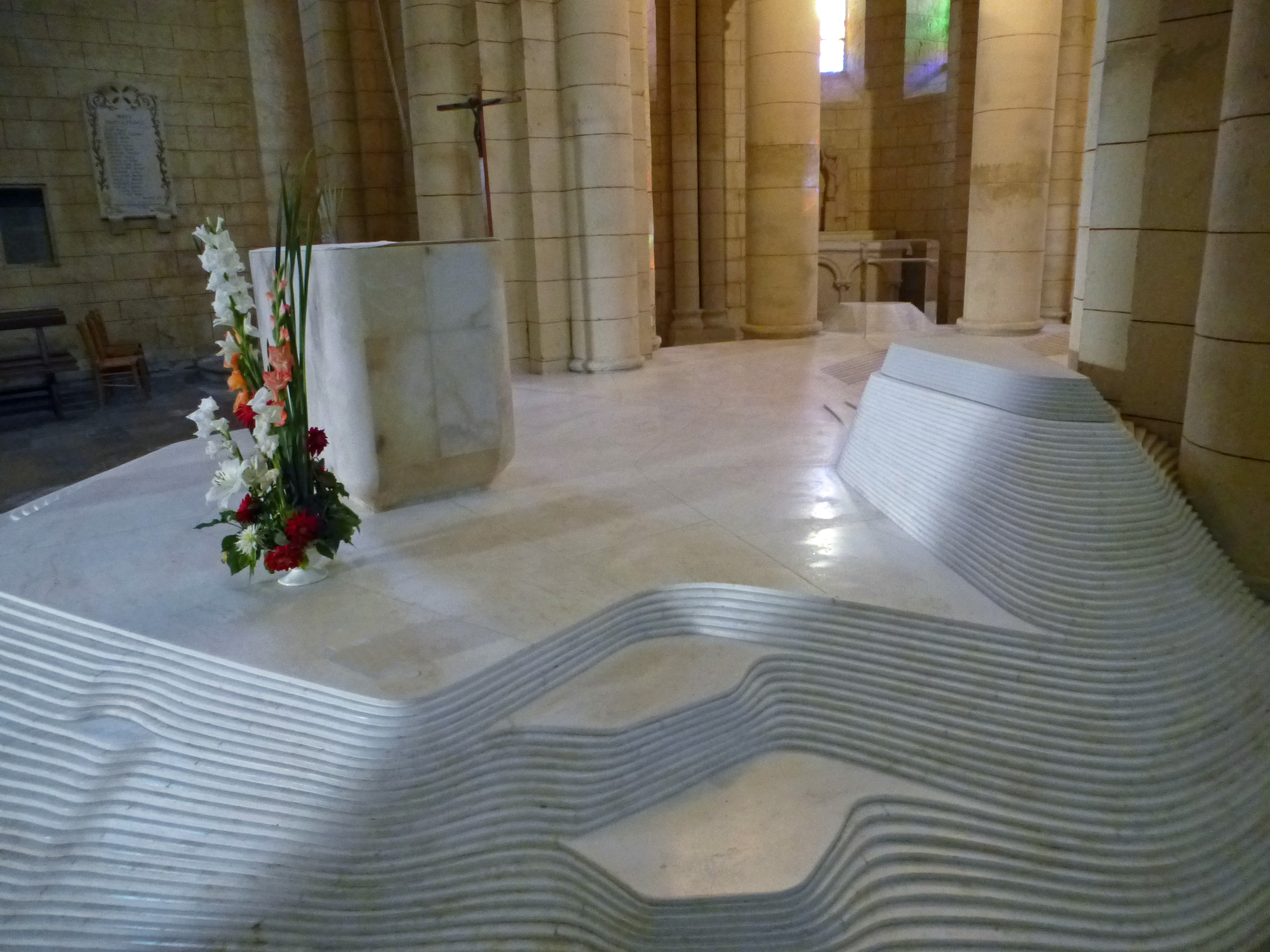
Nuevo altar de Mathieu Lehanneur

### Los vitrales
La mayoría de los vitrales de la iglesia datan de mediados del siglo XIX. Algunos llevan la marca de su taller de fabricación: Lobin, en Tours, y Chappe, en Nantes.
San Hilario figura prominentemente en la capilla axial, enmarcada por San Pedro y San Juan. La Virgen y Santa Radegonda comparten las dos capillas orientadas. Los santos Pablo, Mateo, José, Justin, Ana, Lucía, Martín y Benito ocupan los absidiolos. Santa Magdalena y santa Juana de Valois están representadas sobre el crucero.